# Цветок и крот
«Цветок и крот» (яп. 花ともぐら) — мультипликационный фильм. Фильм создан в Японии в 1970 году на студии Gakken Co., Ltd. под руководством режиссёра Окамото Таданари. Мультфильм снят по научно-фантастическому рассказу Синъити Хоси «Цветы и секреты» (яп. 花とひみつ).
Мультфильм цветной, снят на плёнку 35 мм. Является кукольным мультфильмом, куклы изготовлены из дерева, винила и кожи. Продолжительность мультфильма 15 мин. 29 сек.

## Сюжет
В фильме от лица рассказчицы в исполнении Кёко Кисида излагаются чувства и мысли героев. Мультфильм разбит на небольшие подразделы при помощи титров: «Выращивание цветов», «Трудная работа кротов», «Озорной ветер», «Секретный секрет», «Лаборатория очень занята», «Что такое крот, в любом случае?», «И после нескольких экспериментов...», «Мы сделали их 50», «Куда мы теперь пойдём?», «Но просто может быть...».
Ханако-тян любит цветы и занимается выращиванием цветов. Ханако-тян хочет, чтобы вся Земля была покрыта цветами. Однажды Ханако-тян видит крота, который подрыл её цветы. Ханако-тян начинает мечтать, что было бы, если бы она приручила кротов. Она могла бы научить их разрыхлять землю и заботиться о цветах, выкапывать подземные туннели и носить питательный грунт, напрямую поливать корни, переносить в лучшие места семена, которые падают на землю, чтобы посадить, убивать их на корню сорняки. Ханако-тян думала обо всех этих вещах и рисовала наброски.
Озорной ветер вырывает из рук и уносит далеко наброски Ханако-тян. Ветер приносит наброски в секретную лабораторию на острове. Наброски попадают к руководителю лаборатории, который думает, что это секретный план, присланный из штаб-квартиры.
Лаборатория начинает работать над вопросом, как заставить кротов заботиться о цветах. Сначала в лаборатории рассматривают возможность использования настоящих кротов, но затем решают сделать роботов-кротов. Был изготовлен робот-крот с покрытием из нержавеющего металла, снабжённый внутри сильным мотором, который может продолжать двигаться до бесконечности с атомной энергией.
Несколько экспериментов с роботом-кротом были неудачными: то он выкапывает слишком много нор, то выпускает слишком много воды, то избыточно удобряет цветы. Наконец, была получена успешная модель и изготовлено 50 роботов-кротов.
По окончании экспериментов генерал из штаб-квартиры пришел в лабораторию. Сотрудники лаборатории продемонстрировали свою разработку, но оказалось, что генерал ненавидит кротов. Он обозвал всех сотрудников лаборатории идиотами, потратившим деньги на роботизированных вредителей, и уволил их.
Островная лаборатория была разрушена. Все ушли, но оставшиеся кроты продолжали работать под поверхностью острова. Остров стал покрытым цветами. Но роботы не знали понятия отдыха. Они продолжили рыть свои норы до континента. И даже теперь роботы-кроты продолжают работать. Но мы никогда не можем увидеть их, поскольку их лишь 50 на всей Земле.
В финале Ханако-тян находит цветок, выросший в углу сада. Никто даже не клал семян здесь, и никто не поливает его. Может быть, робот-крот вырастил его? Наконец, рассказчица спрашивает «Вы видели, как умирающие цветы внезапно возвращаются к жизни? Вы не думаете, что это таинственно?»

## Создатели
- Идея: Синъити Хоси (яп. 星新一)
- Операторы: Ёсиока Кэн (яп. 吉岡謙), Минору Тамура (яп. 田村実)
- Композитор: Рёхэй Хиросэ[англ.] (яп. 広瀬 量平)
- Сценарий: Окамото Таданари (яп. 岡本忠成),  (яп. 坂間雅子),  (яп. 来道子)
- Аниматоры: Ютака Микоме (яп. 見米豊)[3]
- Куклы изготовили:  (яп. 真賀里文子),  (яп. 及川功一) и другие.
- Роли озвучивали: Кёко Кисида (яп. 岸田今日子)

## Награды
- 1970 Приз имени Нобуро Офудзи[4]
- 1970 Золотая медаль 25-го Токийского конкурса образовательных фильмов (в номинации для студентов)[5]